# Eduard Locher
Eduard Locher (Zúrich, Suiza, 15 de enero de 1840 - ibid., 2 de junio de 1910) fue un ingeniero suizo, inventor y empresario que recibió el título de Dr. h. c. por sus méritos.

## Biografía
Después de asistir a una escuela industrial, en 1861 se puso a trabajar en la empresa de construcciones de su padre, Johann Jakob Locher-Oeri. Para profundizar sus conocimientos teóricos, en 1871 asistió a clases sobre construcción de puentes y ferrocarriles. Junto con su hermano, Friedrich Locher, construyeron los dos puentes del Ferrocarril del Noreste (NOB) en Wettingen, un tramo del ferrocarril de San Gotardo (GB) entre Flüelen y Göschenen, el tramo del Ferrocarril del Sudeste (SOB) entre Biberbrücke y Arth-Goldau, el ferrocarril del Sihltal y el de Engelberg.
Pero adquirió su mayor fama por haber construido el Ferrocarril al Monte Pilatus y por haber inventado para el mismo el sistema de cremallera que lleva su nombre.
También participó en numerosas empresas industriales, como la Fábrica Suiza de Locomotoras y Máquinas (SLM) en Winterthur, de la que fue su presidente, y el ferrocarril del Pilatus.